# Idiognophomyia laterospinosa
Idiognophomyia laterospinosa là một loài ruồi trong họ Limoniidae. Chúng phân bố ở miền Cổ bắc.